# Charenton-du-Cher
Charenton-du-Cher är en kommun i departementet Cher i regionen Centre-Val de Loire i de centrala delarna av Frankrike. Kommunen ligger  i kantonen Charenton-du-Cher som tillhör arrondissementet Saint-Amand-Montrond. År 2022 hade Charenton-du-Cher 999 invånare.

## Befolkningsutveckling
Antalet invånare i kommunen Charenton-du-Cher
Referens:INSEE

## Personer kopplade till platsen
- Jean Gaulmier (1905-1997), författare